# Porropis flavifrons
Porropis flavifrons là một loài nhện trong họ Thomisidae.
Loài này thuộc chi Porropis. Porropis flavifrons được Ludwig Carl Christian Koch miêu tả năm 1876.